# アルバの交通

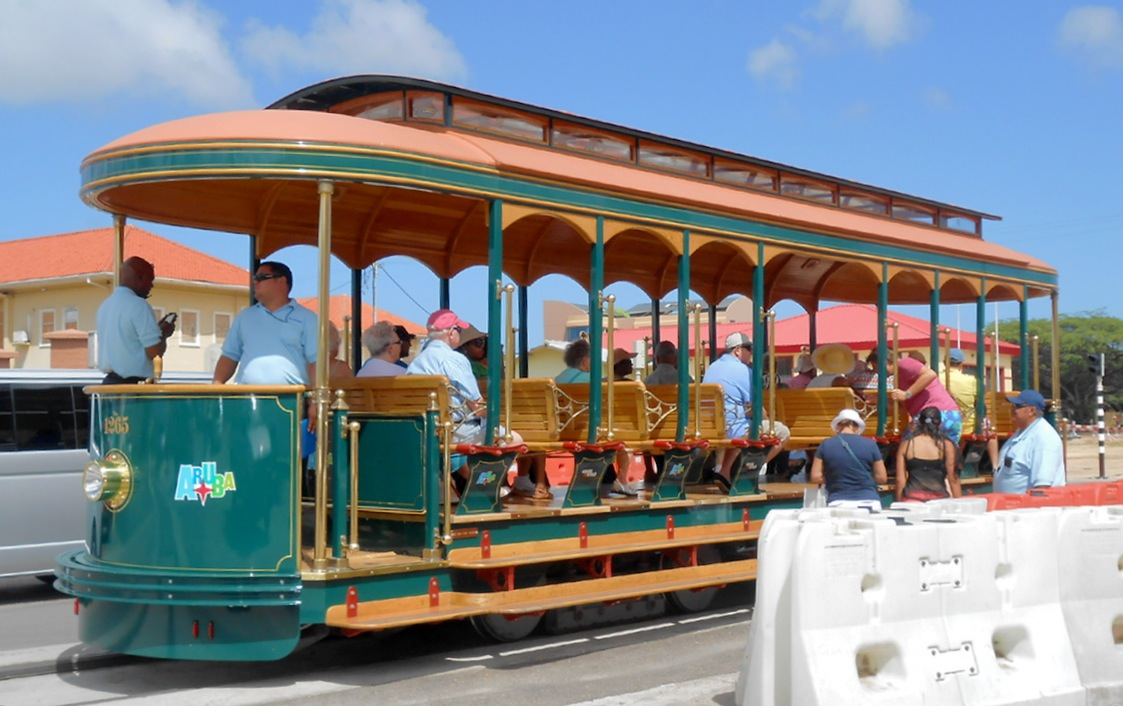
2014年のオラニエスタッド・トラムオラニエスタッド路面電車 (Oranjestad Streetcar) 。

アルバ島における移動手段としては、タクシー、バスおよび個人の自動車が最も一般的である。島内の道路の大部分は舗装されているが、島の内部へ向かう道路は一般的に舗装されてはいない。沿岸地域では多くの場合、舗装された道路となっている。道路は合計800キロメートルあり、うち287キロメートルが舗装されていない。

## 概要
アルバス (Arubus) は、約29台のバスでサービスを行っている、政府所有のバス会社である。小型バスも同様である。主都であるオラニエスタッド (Oranjestad) の中心部には、主要なアルバスの駅がある。
アルバ島が、キュラソー島およびベネズエラ・ボリバル共和国の近くに位置しているのにもかかわらず、小型船による横断は一般に利用できない。民間の船乗りは移動することができるが、海上を経由する公共交通機関は何もない。旅行者は、ベアトリクス女王国際空港 (Queen Beatrix International Airport) からの短距離の飛行機の便に乗ることを選択するかもしれない。
島には、Barcadera、オラニエスタッド、サン・ニコラス (San Nicolas) の、3つの港町または港がある。アルバ・ポート・オーソリティ (Aruba Ports Authority) が、Barcaderaおよびオラニエスタッドの港を運営しており、同時にヴァレロ・アルバ・リフィニング・カンパニー (Valero Aruba Refining Company) が、サン・ニコラスの港を運営している。Barcaderaおよびサン・ニコラスは、主に工業用および石油用の港である。
クィーン・ベアトリクス空港に到着したとき、ハーツ (Hertz) 、エイビス (Avis) およびアラモ (Alamo) を含む大手レンタカー会社の大部分が、車道の向こう側にある。地元のレンタカー会社も利用できる。アルバンス (Arubans) は道路の右側で運転されているため、アメリカ人の観光客などは運転パターンに適応しているため、ほとんど問題がないと思われる。

### 鉄道
かつて島内には、歴史的な2つの工業用ナローゲージ鉄道があったが、これらは既に存在していない。
2012年に、オラニエスタッドの中心部に路面電車が開通している。

### 海路
2019年2月20日、政治的、経済的混乱が続いている隣国ベネズエラのマドゥーロ政権は、アルバおよびキュラソーとの海路を遮断したと発表した。